# Iblis ou la Défroque du serpent
Iblis ou la Défroque du serpent est un roman d'Armande Gobry-Valle publié en 1991 aux éditions Viviane Hamy et ayant obtenu la même année le Prix Goncourt du premier roman.

## Éditions
- Iblis ou la Défroque du serpent, éditions Viviane Hamy, 1991  (ISBN 978-2878580129).